# South Para River
Pour les articles homonymes, voir Para.
La South Para River est une rivière située en Australie-Méridionale.

## Parcours
Elle prend sa source dans la chaîne du Mont-Lofty près du mont Crawford et du village de Kersbrook et traverse la chaîne du Mont-Lofty en coulant vers le nord-ouest. 
Elle traverse les lacs-réservoirs de Warren et de South Para, avant de fusionner avec la North Para à Gawler pour donner la Gawler. 

## Bassin
Le bassin de la South Para est l'un des principaux bassins du nord de la chaîne du Mont-Lofty. Il joue un rôle important dans l'économie de l'Australie-Méridionale, fournissant une grande partie de l'eau utilisée dans le nord de la région d'Adélaïde.
Les pluies dans le bassin de la South Para vont de 775 mm par an dans le nord-est à 675 mm près de Williamstown.
Ses eaux sont également utilisées pour abreuver le bétail, irriguer les cultures de céréales et pour les loisirs.